# Coupe d'Océanie de rugby à XV 2013
Navigation
Coupe d'Océanie
 2011 Coupe d'Océanie 2015
Le Coupe d'Océanie de rugby à XV 2013 est un tournoi organisé par la Federation of Oceania Rugby Unions qui oppose les nations d'Océanie. La compétition se déroule du 6 juillet au 13 juillet 2013 à Port Moresby. Le vainqueur du Tournoi affronte l'équipe des Fidji pour la qualifications pour la Coupe du monde de rugby à XV 2015.

## Équipes engagées
La compétition se dispute sous le format d'un mini-championnat entre les quatre équipes suivantes :
- Îles Cook
- Papouasie-Nouvelle-Guinée
- Îles Salomon
- Tahiti

## Classement
| Rang | Nation                        | J | V | N | D | Pm  | Pe  | Diff | Pts |
| ---- | ----------------------------- | - | - | - | - | --- | --- | ---- | --- |
| 1    | Îles Cook                     | 3 | 3 | 0 | 0 | 114 | 48  | +66  | 15  |
| 2    | Papouasie-Nouvelle-Guinée (T) | 3 | 2 | 0 | 1 | 99  | 91  | +8   | 12  |
| 3    | Îles Salomon                  | 3 | 1 | 0 | 2 | 57  | 90  | -33  | 5   |
| 4    | Tahiti                        | 3 | 0 | 0 | 3 | 59  | 100 | -41  | 3   |

|  | Vainqueur de la compétition |
|  | T : tenant du titre 2011    |

## Résultats

### Première journée
| 6 juillet 2013 | Îles Cook | 38 – 5 | Tahiti | PNG Rugby League Ground, Port Moresby |
| 6 juillet 2013 |           |        |        | PNG Rugby League Ground, Port Moresby |
| 6 juillet 2013 |           |        |        | PNG Rugby League Ground, Port Moresby |

| 6 juillet 2013 | Papouasie-Nouvelle-Guinée | 29 – 22 | Îles Salomon | PNG Rugby League Ground, Port Moresby |
| 6 juillet 2013 |                           |         |              | PNG Rugby League Ground, Port Moresby |
| 6 juillet 2013 |                           |         |              | PNG Rugby League Ground, Port Moresby |

### Deuxième journée
| 9 juillet 2013 | Tahiti | 32 – 39 | Papouasie-Nouvelle-Guinée | PNG Rugby League Ground, Port Moresby |
| 9 juillet 2013 |        |         |                           | PNG Rugby League Ground, Port Moresby |
| 9 juillet 2013 |        |         |                           | PNG Rugby League Ground, Port Moresby |

| 9 juillet 2013 | Îles Salomon | 12 – 39 | Îles Cook | PNG Rugby League Ground, Port Moresby |
| 9 juillet 2013 |              |         |           | PNG Rugby League Ground, Port Moresby |
| 9 juillet 2013 |              |         |           | PNG Rugby League Ground, Port Moresby |

### Troisième journée
| 13 juillet 2013 | Îles Salomon | 23 – 22 | Tahiti | PNG Rugby League Ground, Port Moresby |
| 13 juillet 2013 |              |         |        | PNG Rugby League Ground, Port Moresby |
| 13 juillet 2013 |              |         |        | PNG Rugby League Ground, Port Moresby |

| 13 juillet 2013 | Papouasie-Nouvelle-Guinée | 31 – 37 | Îles Cook | PNG Rugby League Ground, Port Moresby |
| 13 juillet 2013 |                           |         |           | PNG Rugby League Ground, Port Moresby |
| 13 juillet 2013 |                           |         |           | PNG Rugby League Ground, Port Moresby |